# Neoaviola insolens
Neoaviola insolens är en spindelart som beskrevs av Butler 1929. Neoaviola insolens ingår i släktet Neoaviola och familjen panflöjtsspindlar.
Artens utbredningsområde är Victoria, Australien. Inga underarter finns listade i Catalogue of Life.